# Digitalis lanata
La digital vellosa (Digitalis lanata) es una especie de fanerógama,  que crece en Europa oriental, siendo toda la planta altamente tóxica. Ya se cultivaba en los jardines italianos en la Antigüedad.

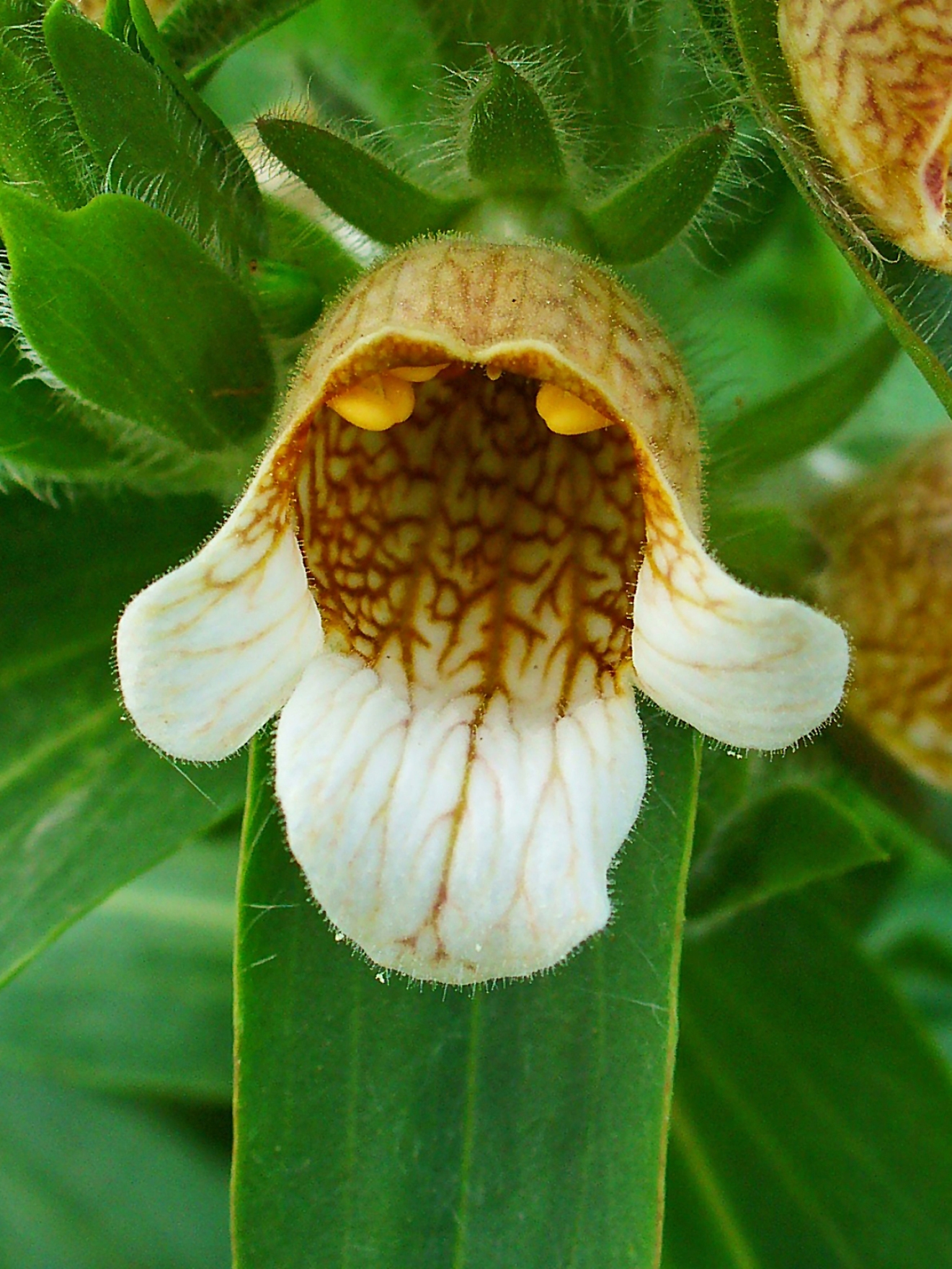
Flor

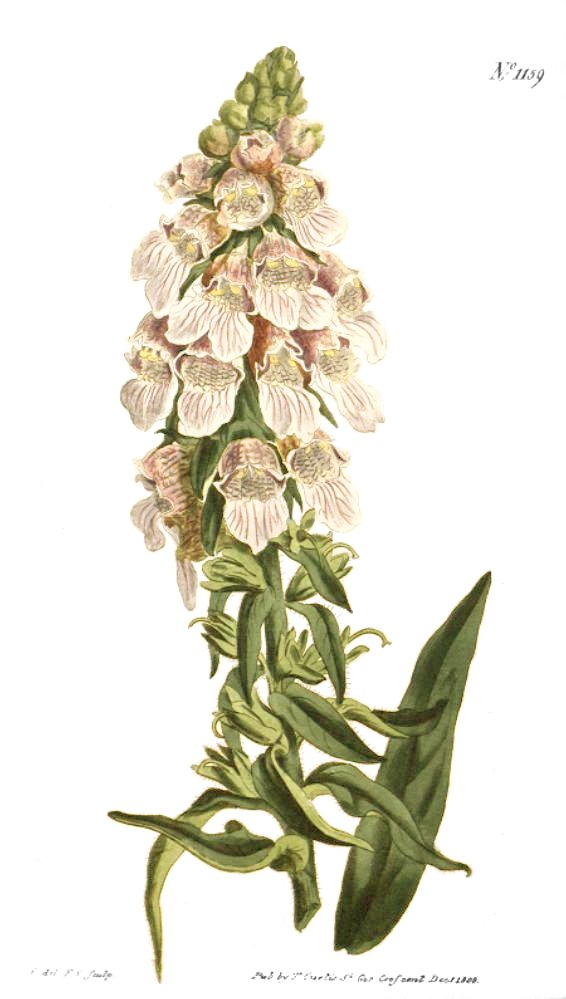
Ilustración

## Características
Es una planta perenne parecida a la dedalera que alcanza los 3-10 dm de altura y que florece en junio-julio y sus semillas maduran en septiembre. Tiene el tallo de color violáceo por la base. Las hojas de color verde oscura, son oblongas con nervaciones longitudinales. Las flores son hermafroditas de color blanco u ocre pálido con vetas de color pardo y se agrupan en largos y densos racimos terminales. Son polinizadas por las abejas. El fruto es una cápsula ovoide con tres semillas en su interior.

## Propiedades
- La digoxina es una droga para dolencias del corazón que se extrae de esta planta.[1][2]
- Tónico cardíaco, también se utiliza en uso externo para curar las heridas.

Principios activos
Contiene digoxina y digitoxina, derivados de estos heterósidos secundarios.

## Usos médicos
Digitalis lanata contiene un poderoso glucósido cardiaco que puede ser usado por pacientes con problemas cardíacos. Digoxina (Digitalin) es una droga que se extrae de Digitalis lanata. Se utiliza para tratar algunas enfermedades del corazón como la fibrilación auricular. Se ralentiza la conducción aurículo ventricular, para que los latidos del corazón se ralenticen y aumente muy poco el poder de contracción (efecto inotrópico positivo). Debido a la mejora de la circulación en la insuficiencia cardíaca congestiva causada por la fibrilación auricular rápida, los riñones pueden funcionar mejor, lo que estimula el flujo de la orina, lo que reduce el volumen de la sangre y reduce la carga sobre el corazón. Este es el efecto que fue descrita por primera vez cuando la planta fue descubierta como una medicina (Withering 1785). Digitalin no fue descubierto hasta mediados del siglo XIX por los dos científicos franceses Homolle y Theodore Ouevenne. No fue sino hasta 1875 cuando Oscar Schmiedberg identificó la digoxina en la planta. Fue aislada por primera vez en la década de 1930 en Gran Bretaña por el Dr. Sidney Smith Entonces se utilizaba para tratar las úlceras en la parte baja abdomen, forúnculos, dolores de cabeza, abscesos, la parálisis, y la curación de las heridas externas. Hoy en día todavía se extrae de la planta porque sintetizarla es bastante caro y difícil. Sin embargo, es cada vez menos utilizado con frecuencia debido al margen terapéutico estrecho y el alto potencial de efectos secundarios graves. La digoxina está siendo reemplazada por medicamentos más nuevos, incluyendo los bloqueadores beta, inhibidores de la enzima convertidora de la angiotensina, y agentes bloqueadores del canal de calcio. A medida que surgen nuevos agentes farmacoterapéuticos, el uso de los preparados digitálicos seguirá disminuyendo. También hay otros usos comerciales de Digitalis lanata distintos de las enfermedades del corazón. Por ejemplo, en América del Sur las hojas en polvo se usan para aliviar el asma, como los sedantes y los diuréticos. En la India se utiliza como un ungüento que contiene glucósidos digitálicos usados para tratar heridas y quemaduras.

## Taxonomía
Digitalis lanata fue descrita por Jakob Friedrich Ehrhart    y publicado en Beiträge zur Naturkunde 7: 152–153. 1792.
Etimología
Digitalis: nombre genérico del latín medieval digitalis = la "digital o dedalera" (Digitalis purpurea L., Scrophulariaceae). Según Ambrosini (1666), “se llama Digital porque las flores imitan la forma del dedal (a saber, de la cubierta de los dedos de las mujeres cuando cosen)”.
lanata: epíteto latino que significa "lanuda".
Sinonimia
- Digitalis orientalis[10]
- Digitalis epiglottidea Brera ex Steud.
- Digitalis eriostachya Besser ex Rchb.
- Digitalis nova Winterl ex Lindl.
- Digitalis winterli Roth[11]